# Alvor
Alvor ist eine Gemeinde (Freguesia) und Kleinstadt (Vila) im Kreis Portimão, in der Region Algarve, Portugal. Sie liegt zwischen den Städten Portimão und Lagos an einer Lagune und der Mündung des Rio de Alvor. Von den rund 5000 Einwohnern leben etwa 3000 im historischen Dorfkern, der sich mit engen Gassen, weißgestrichenen Häusern und dem Hafen seinen ursprünglichen Charakter bewahrt hat. Am 19. April 2021 hatte die Gemeinde 6314 Einwohner auf einer Fläche von 15,3 km².

## Geschichte
Man vermutet, dass bereits die Phönizier aus Karthago den kleinen Hafen „Portus Hannibalis“ an dieser Stelle angelegt hatten; gesichert ist dagegen die römische Niederlassung „Ipses“, die sogar eigenes Münzrecht besaß. Etwas außerhalb Alvors befinden sich die Reste einer römischen Villa. Um 716 eroberten die Mauren den Ort, nun hieß er „Albur“, bis er 1250 von den Christen erobert wurde und seinen heutigen Namen bekam. Das Fischer- und Handelsdorf errichtete im 16. Jahrhundert eine Kirche im manuelinischen Stil. In den Jahren 1532 und 1755 wurde Alvor von Erdbeben erschüttert, besonders das letztere zerstörte fast alle Gebäude. Die Kirche wurde wieder rekonstruiert. Bemerkenswert ist das reich geschmückte Portal.
Im Januar 1975 wurde im hiesigen Hotel Penina das Alvor-Übereinkommen über die Unabhängigkeit Angolas von Portugal beschlossen, nach der Nelkenrevolution 1974 und dem Ende des Kolonialkrieges. In dem Hotel hatte der bekannte Beatlesmusiker Paul McCartney 1968 gewohnt und für die aus Porto stammende Beatband Jotta Herre ein Lied geschrieben. Penina erschien 1969 als EP sowohl von Jotta Herre, als auch von der bekannten Gruppe Sheiks.

## Ortsentwicklung
Der kleine Fischerhafen mit Fischhalle wurde modernisiert. Neben den traditionellen Erwerbszweigen Fischerei, Handwerk, Einzelhandel und Gastronomie hat die Tourismusindustrie in Alvor inzwischen – zumindest in der Badesaison – die größte Bedeutung erlangt. Der Strand liegt ca. 1–2 km südöstlich außerhalb des Ortskerns.

## Verkehr
Es gibt eine Straßenverbindung zur fünf Kilometer entfernten Küstenstraße N125. Zur Küstenautobahn A22 sind es 7 Kilometer.
Bis in die 1980er Jahre war Alvor ein Haltepunkt der Eisenbahnstrecke Linha do Algarve. Der Bahnhof ist seither geschlossen.